# Уједињено Краљевство на Светском првенству у атлетици у дворани 2016.
Уједињено Краљевство је учествовало на Светском првенству у атлетици у дворани 2016. одржаном у Портланду (САД) од 17. до 20. марта шеснаести пут, односно учествовало је на свим првенствима до данас. Уједињено Краљевство је пријавило 24 такмичара (11 мушкарца и 13 жена) који су се такмичили у 13 дисциплина (6 мушких и 7 женских).,
На овом првенству Уједињено Краљевство је по броју освојених медаља делила 16 место са 3 освојене медаља (1 сребрна и 2 бронзане). Поред тога изједначен је 1 национални рекорда и остварена су 5 лична резултата сезоне. У табели успешности према броју и пласману такмичара који су учествовали у финалним такмичењима (првих 8 такмичара) Уједињено Краљевство је са 12 учесника у финалу заузело 3 место са 39 бодом.
| Плас. | Земља                | 1. место | 2. место | 3. место | 4. место | 5. место | 6. место | 7. место | 8. место | Бр. финал. | Бод. |
| ----- | -------------------- | -------- | -------- | -------- | -------- | -------- | -------- | -------- | -------- | ---------- | ---- |
| 3.    | Уједињено Краљевство | 0        | 1        | 2        | 0        | 1        | 3        | 2        | 3        | 12         | 39   |

## Учесници
| Мушкарци: - Џејмс Дасаолу — 60 м - Ендру Робертсон — 60 м - Чарли Грајс — 1.500 м - Крис О’Хер — 1.500 м - Ли Емануел — 3.000 м - Том Фарел — 3.000 м - Лоренс Кларк — 60 м препоне - Крис Бакер — Скок увис - Роберт Грабарз — Скок увис - Данијел Брамбл — Скок удаљ | Жене: - Аша Филип — 60 м - Дина Ашер-Смит — 60 м - Линси Шарп — 800 м - Адел Трејси — 800 м - Жозефина Молтри — 3.000 м - Стефани Твел — 3.000 м - Тифани Портер — 60 м препоне - Серита Соломон — 60 м препоне - Исобел Пули — скок увис - Шара Проктор — Скок удаљ - Лорејн Јуџин — Скок удаљ - Џезмин Сојерс — Скок удаљ - Морган Лејк — Петобој |  |

## Освајачи медаља (3)

### Сребро (1)
- Роберт Грабарз — Скок увис

### Бронза (2)
- Тифани Портер — 60 м препоне
- Лорејн Јуџин — Скок удаљ

## Резултати

### Мушкарци
| Атлетичар       | Дисциплина   | Лични рекорд | Квалификације   | Квалификације | Полуфинале           | Полуфинале      | Финале                | Финале               | Детаљи |
| Атлетичар       | Дисциплина   | Лични рекорд | Резултат        | Место         | Резултат             | Место           | Резултат              | Место                | Детаљи |
| --------------- | ------------ | ------------ | --------------- | ------------- | -------------------- | --------------- | --------------------- | -------------------- | ------ |
| Џејмс Дасаолу   | 60 м         | 6,47         | 6,59 КВ         | 1. у гр. 2    | дисквалификован      | дисквалификован | Није се квалификовао  | Није се квалификовао |        |
| Ендру Робертсон | 60 м         | 6,54         | 6,66 КВ         | 3. у гр. 4    | 6,61                 | 5. у гр. 3      | Нису се квалификовали | 11 / 53 (56)         |        |
| Чарли Грајс     | 1.500 м      | 3:39,43      | 3:49,03         | 5. у гр. 1    |                      |                 | Нису се квалификовали | 12 / 14 (15)         |        |
| Крис О’Хер      | 1.500 м      | 3:37,25      | 3:41,09 КБ      | 2. у гр. 2    | 3:46,50              | 8 / 14 (15)     |                       |                      |        |
| Ли Емануел      | 3.000 м      | 7:44,48      | 7:53,18 КВ, ЛРС | 4. у гр. 2    | 8:00,70              | 6 / 18          |                       |                      |        |
| Том Фарел       | 3.000 м      | 7:42,47      | 7:59,77         | 7. у гр. 1    | Није се квалификовао | 15 / 18         |                       |                      |        |
| Лоренс Кларк    | 60 м препоне | 7,59         | 7,74 кв         | 4. у гр. 2    | 7,69                 | 6. у гр. 2      | Није се квалификовао  | 10 / 27 (28)         |        |
| Крис Бакер      | Скок увис    | 2,36         |                 |               |                      |                 | 2,29                  | 8 / 12               |        |
| Роберт Грабарз  | Скок увис    | 2,34         | 2,33 =ЛРС       |               |                      |                 |                       |                      |        |
| Данијел Брамбл  | скок удаљ    | 7,94         | 8,14 ЛРС        | 6 / 13 (14)   |                      |                 |                       |                      |        |

### Жене
| Атлетичарка     | Дисциплина   | Лични рекорд | Квалификације | Квалификације | Полуфинале          | Полуфинале  | Финале                | Финале          | Детаљи |
| Атлетичарка     | Дисциплина   | Лични рекорд | Резултат      | Место         | Резултат            | Место       | Резултат              | Место           | Детаљи |
| --------------- | ------------ | ------------ | ------------- | ------------- | ------------------- | ----------- | --------------------- | --------------- | ------ |
| Аша Филип       | 60 м         | 7,09         | 7,18 КВ       | 2. у гр. 1    | 7,13 кв             | 3. у гр. 3  | 7,14                  | 5 / 44 (45)     |        |
| Дина Ашер-Смит  | 60 м         | 7,08 НР      | 7,12 КВ       | 2. у гр. 4    | 7,11 (,109) КВ, ЛРС | 2. у гр. 1  | Није стартовала       | Није стартовала |        |
| Линси Шарп      | 800 м        | 2:00,30      | 2:02,75       | 2. у гр. 2    |                     |             | Нису се квалификовале | 8 / 17          |        |
| Адел Трејси     | 800 м        | 2:02,15      | 2:07,05       | 4. у гр. 3    | 15 / 17             |             | Нису се квалификовале |                 |        |
| Жозефина Молтри | 3.000 м      | 8:58,75      |               |               |                     |             | 9:29,10               | 13 / 13 (14)    |        |
| Стефани Твел    | 3.000 м      | 8:50,24      | 9:00,38       | 6 / 13 (14)   |                     |             |                       |                 |        |
| Тифани Портер   | 60 м препоне | 7,80 НР      | 8,00 КВ       | 2. у гр. 2    |                     |             | 7,90                  |                 |        |
| Серита Соломон  | 60 м препоне | 7,93         | 8,04 кв       | 3. у гр. 1    | 8,29                | 7 / 18 (19) |                       |                 |        |
| Исобел Пули     | скок увис    | 1,93         |               |               |                     |             | 1,89                  | =10 / 11 (12)   |        |
| Шара Проктор    | Скок удаљ    | 6,91         | 6,57          | 8 / 14 (16)   |                     |             |                       |                 |        |
| Лорејн Јуџин    | Скок удаљ    | 6,80         | 6,93 НР       |               |                     |             |                       |                 |        |
| Џезмин Сојерс   | Скок удаљ    | 6,67         | 6,31          | 13 / 14 (16)  |                     |             |                       |                 |        |

#### Петобој
| Дисциплина   | Морган Лејк | Морган Лејк | Морган Лејк | Морган Лејк | Морган Лејк | Морган Лејк |
| Дисциплина   | Лич. рек.   | Резултат    | Бод.        | Плас.       | Укупно      | Плас.       |
| ------------ | ----------- | ----------- | ----------- | ----------- | ----------- | ----------- |
| 60 м препоне | 8,63        | 8,70        | 974         | 11.         | 974         | 11.         |
| Скок увис    | 1,94        | 1,88        | 1.080       | 1.          | 2.054       | 5.          |
| Бацање кугле | 13,91       | 13,61       | 768         | 6.          | 2.822       | 7.          |
| Скок удаљ    | 6,13        | 6,03 ЛРС    | 859         | 7.          | 3.681       | 7.          |
| 800 м        | 2:18,53     | 2:20,40     | 818         | 8.          | 4.499       | 7.          |
| Петобој      | 4.527       |             |             |             | 4.499       | 7 / 12      |